# Stolzia viridis
Stolzia viridis är en orkidéart som beskrevs av Phillip James Cribb. Stolzia viridis ingår i släktet Stolzia och familjen orkidéer. Inga underarter finns listade i Catalogue of Life.